# Libyastus consobrinus
Libyastus consobrinus är en loppart som först beskrevs av Jordan 1925.  Libyastus consobrinus ingår i släktet Libyastus och familjen fågelloppor. Inga underarter finns listade i Catalogue of Life.